# Wangchug Dorje
| Tibetische Bezeichnung                     |
| ------------------------------------------ |
| Tibetische Schrift: དབང་ཕྱུག་རྡོ་རྗེ་            |
| Wylie-Transliteration: dbang phyug rdo rje |

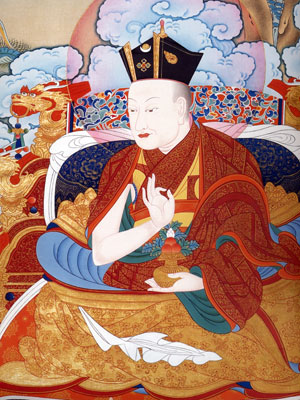
Der 9. Karmapa

Wangchug Dorje (tib.: dbang phyug rdo rje; * 1556 in Treshö; † 1603) war der 9. Karmapa der Karma-Kagyü-Schule des tibetischen Buddhismus.

## Leben
Wangchug Dorje wurde in Übereinstimmung mit der Vorhersage seines Vorgängers Mikyö Dorje in Treshö geboren. Er wurde vom 4. Tai Situpa Chökyi Gocha (1542–1585) und vom 5. Shamarpa Könchog Yenlag (1526–1583) als 9. Karmapa anerkannt. Wie sein Vorgänger erklärte auch er schon bald nach seiner Geburt, er sei der Karmapa. Im Alter von sechs Jahren wurde er von Könchog Yenlag inthronisiert.
Nachdem er die vollen Belehrungen der Karma-Kagyü-Schule erhalten hatte, begann er überall in Tibet zu unterrichten. Seine Aufenthalte wurden in klösterlichen Camps organisiert, wobei er seine Meditationspraxis jedoch streng aufrechterhielt. Wangchug Dorje reiste nicht nach China, dafür aber in die Mongolei und nach Bhutan. Er gab oft Belehrungen und ließ Klöster und Tempel restaurieren wo immer er sich aufhielt. Der neunte Karmapa erhielt auch eine Einladung nach Sikkim, wo er die Klöster Rumtek, Phodong und Ralang gründete. Wie sein Vorgänger war auch Wangchug Dorje ein fleißiger Autor, der Kommentare zu Sutra und Tantra schrieb und auch drei Mahamudra-Schriften verfasste: „Der Ozean des wahren Sinnes“ (tib.: nges don rgya mtsho), „Die Dunkelheit der Unwissenheit vertreiben“ (tib.: ma rig mun sel) und „Hervorhebung des Dharmakaya“ (tib.: chos sku mdzub tshugs). Diese Texte spielen eine große Rolle für den Unterricht und die Übertragung der Mahamudra.
Wangchug Dorje starb im Alter von 48 Jahren und überließ dem 6. Shamarpa Chökyi Wangchug eine Vorhersage über seine kommende Wiedergeburt. Chökyi Wangchug (1584–1630) wurde nächster Haupt-Linienhalter der Karma-Kagyü. Ein weiterer bekannter Schüler Wangchug Dorjes war Jonang Taranatha.

## Werke
- Henrik Havlat (Übers.): Mahamudra – Der Ozean des wahren Sinnes. 2. überarbeitete Auflage. Verlagshaus Monsenstein und Vannerdat, Münster 2009, ISBN 978-3-86582-882-8